# Georg Schilling (Politiker)
Georg Schilling (* 28. Februar 1886 in Oschersleben; † 19. Januar 1952 in Paderborn) war ein deutscher Taubstummenlehrer und Politiker (Zentrum).

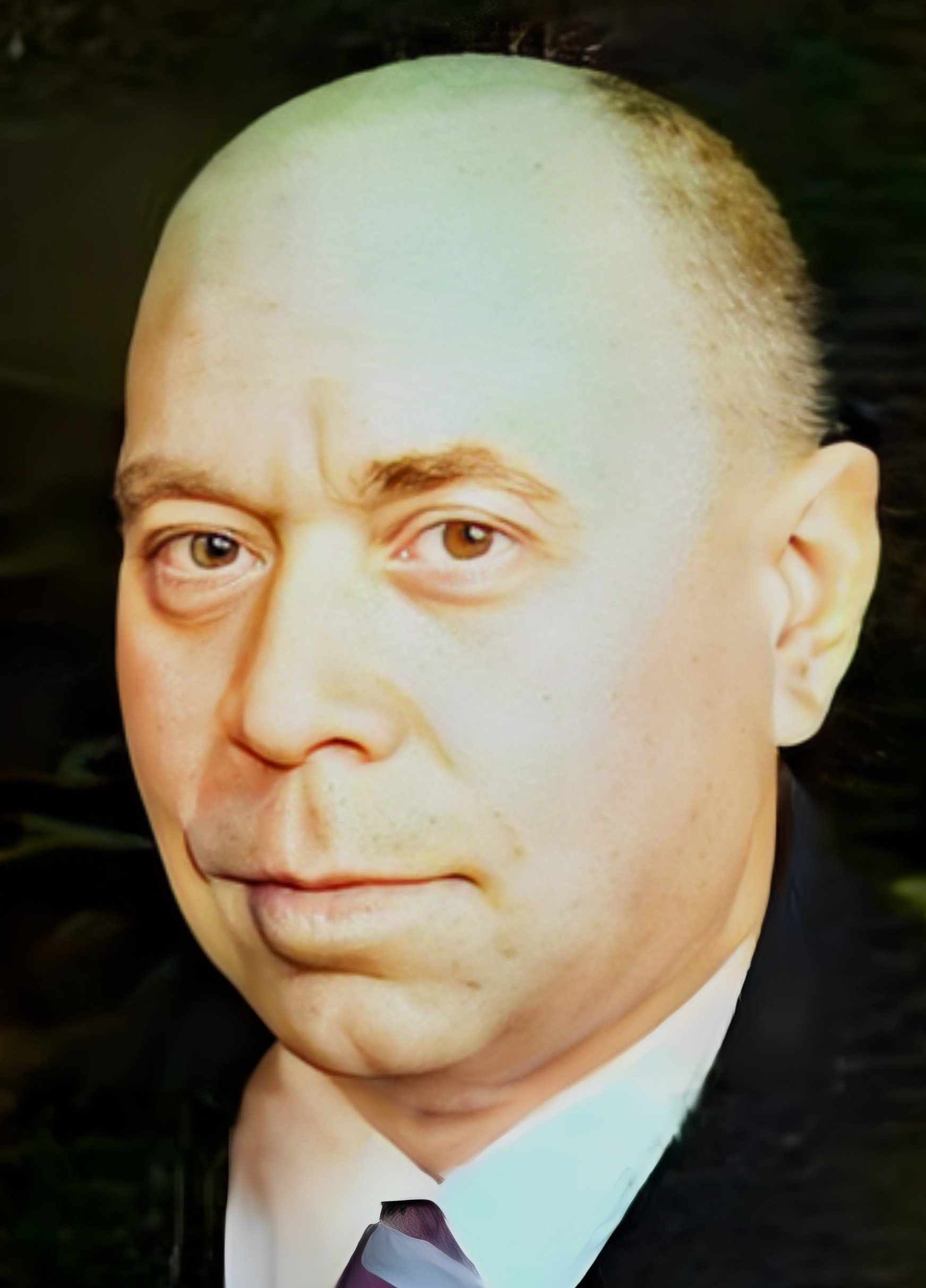
Georg Schilling Zentrum Partei

Schilling besuchte die Volksschule und die Lehrerbildungsanstalt und wurde Lehrer in Lüderode. Später wurde er Taubstummenhilfslehrer und dann ordentlicher Taubstummenlehrer. Im Ersten Weltkrieg leistete er 1914 bis 1918 Kriegsdienst. 1924 wurde er Direktor der Provinz-Taubstummenanstalt Halberstadt. Nach der Machtergreifung der Nationalsozialisten wurde er entlassen und in „Schutzhaft“ genommen. Nach der Freilassung zog er mit seiner Familie nach Paderborn. Er war in der Zeit des Nationalsozialismus arbeitslos, schrieb in dieser Zeit unter dem Pseudonym Franz Pader in verschiedenen Zeitungen, unterrichtete gehörlose Menschen und gab Klavierunterricht. 1945 wurde er Verwalter des Amtes Schloß Neuhaus.
Für das Zentrum war er von 1925 bis 1933 Stadtverordneter in Halberstadt. Er wurde in den Provinziallandtag der Provinz Sachsen gewählt. Dieser wählte ihn vom Februar 1926 bis zum 19. März 1929 als stellvertretendes Mitglied und vom 19. März 1929 bis April 1933 als ordentliches Mitglied in den Preußischen Staatsrat. 1945 wurde er Mitbegründer des Zentrums in Paderborn. 1949 kandidierte er erfolglos im Wahlkreis 106 für das Zentrum für den Bundestag.